# تپه دوین (مشهد)
تپه دوین؛ نام تپه‌ای باستانی مربوط به دورهٔ پیشاتاریخ است و در شهرستان مشهد، بخش مرکزی، دهستان میان ولایت، روستای دوین واقع شده و این اثر در تاریخ ۱۰ مهر ۱۳۸۰ با شمارهٔ ثبت ۴۰۲۹ به‌عنوان یکی از آثار ملی ایران به ثبت رسیده‌است.